# Chaetonotus dybowskii
Chaetonotus dybowskii är en djurart som tillhör fylumet bukhårsdjur, och som beskrevs av Jakubski 1919. Chaetonotus dybowskii ingår i släktet Chaetonotus och familjen Chaetonotidae. Inga underarter finns listade i Catalogue of Life.